# إنيز تورنر
إنيز تورنر (بالإنجليزية: Inez Turner) هي منافسة ألعاب القوى جامايكية، ولدت في 3 ديسمبر 1972 في أبرشية تريلاوني في جامايكا.

## وصلات خارجية
- إنيز تورنر على موقع الاتحاد الدولي لألعاب القوى (الإنجليزية)
- إنيز تورنر على موقع أوليمبيديا (الإنجليزية)
- إنيز تورنر على موقع اتحاد ألعاب الكومنولث (مؤرشف) (الإنجليزية)